# Margaret Morel
Margaret Morel (ur. 19 lutego 1958, zm. 16 marca 2019) – seszelska lekkoatletka, olimpijka.

## Życiorys
Lekkoatletykę zaczęła uprawiać w 1979 roku. Dwa miesiące później wzięła udział w Igrzyskach Wysp Oceanu Indyjskiego 1979, na których zdobyła dwa brązowe medale (bieg na 1500 m, sztafeta 4 × 400 m). Wzięła udział w Letnich Igrzyskach Olimpijskich 1980 w Moskwie w dwóch konkurencjach: biegu na 800 m i biegu na 1500 m. W obu odpadła w eliminacjach – na dystansie 800 m uzyskała 24. rezultat wśród 28 lekkoatletek (2:17,0), zaś w biegu na 1500 m osiągnęła przedostatni 23. czas eliminacji (4:37,9). Morel została pierwszą kobietą reprezentującą Seszele na igrzyskach olimpijskich.
Zdobyła przynajmniej siedem złotych medali mistrzostw Seszeli: trzykrotnie w biegu na 800 m (1981–1982, 1984) oraz dwukrotnie w biegu na 1500 m (1981, 1984) i biegu na 3000 m (1981–1982).
Uprawiała również hokej na trawie. Z powodu kontuzji kolana i pleców wycofała się ze sportu.
Rekordy życiowe: bieg na 800 m – 2:16,94 (1980), bieg na 1500 m – 4:37,89 (1980), bieg na 3000 m – 10:17,8 (1981). Wszystkie wymienione czasy były rekordami Seszeli – wynik na dystansie 800 m był rekordem kraju do 2000 roku, natomiast jej życiówki w biegach na 1500 m i 3000 m były w 2022 roku aktualnymi rekordami Seszeli. 